# Клаудіо Браво
Клаудіо Браво (ісп. Claudio Bravo, нар. 13 квітня 1983, Буїн, Чилі) — чилійський футболіст, воротар збірної Чилі та іспанського «Реал Бетіс».

## Клубна кар'єра

### «Коло-Коло»
У футбол Клаудіо Браво привів батько, записавши в школу «Коло-Коло». У професійному футболі дебютував в 2002 року. Дебютував в основній команді завдяки травмі Едуардо Лобоса. 2003 року Браво сам отримав травму, проте згодом став ключовим воротарем своєї команди, а Лобос покинув «вождів».

### «Реал Сосьєдад»
Після перемоги в Апертурі 2006 року Браво перейшов в іспанський «Реал Сосьєдад», підписавши п'ятирічний контракт і став наймолодшим воротарем Ла Ліги. Проте в першому ж сезоні команда зайняла передостаннє 19 місце в чемпіонаті і вилетіла до Сегунди, де виступала протягом трьох років.

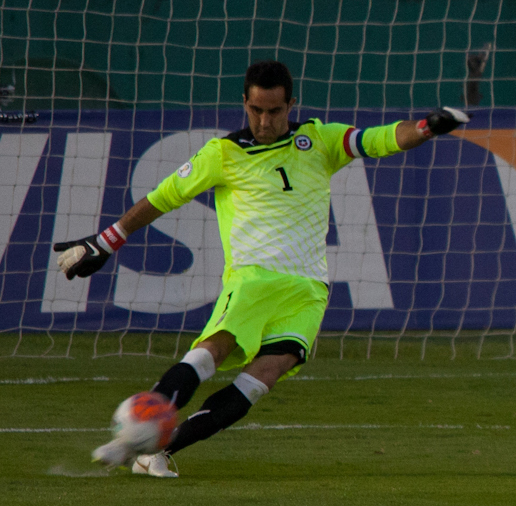
Клаудіо Браво у складі збірної Чилі. 10 вересня 2013

14 лютого 2010 року Браво забив перший гол в своєї кар'єри, зі штрафного удару, у грі проти «Хімнастіка». Однак незабаром після цього він переніс важку травму коліна, яка зробила його недоступним для залишилася частини сезону, що став переможним для басків і дозволив клубу повернутись назад в еліту.
Протягом двох наступних сезонів команда була середняком Ла Ліги, а у сезоні 2012/13 Клаудіо Браво допоміг своїй команді зайняти 4 місце в Чемпіонаті, що дало право йому і його команді зіграти в Лізі Чемпіонів на наступний сезон. Пробившись до групового етапу, команда зайняла останнє місце у групі, а Браво відстояв в усіх матчах. Загалом протягом восьми сезонів в команді відіграв за клуб із Сан-Себастьяна 229 матчів у національному чемпіонаті.

### «Барселона»
Був серед найкращих гравців збірної Чилі на чемпіонаті світу 2014 року, зокрема не пропустивши жодного гола у грі групового етапу проти збірної Іспанії, яку чилійці виграли 2:0. Ще до завершення турніру, 25 червня 2014 року, домовився про перехід до іншого іспанського клубу, «Барселони», що шукав заміну травмованому Віктору Вальдесу і сплатив за трансфер чилійця орієнтовні 12 мільйонів євро.
Від самого початку сезону 2014/15 став основним голкіпером «Барси» і провів на полі усі матчі сезону, крім гри останнього туру Ла-Ліги. Висока надійність нового голкіпера допомогла каталонцям здобути черговий чемпіонський титул, а сам Браво з 19-ма пропущеними у 37 іграх чемпіонату голами став володарем Трофею Самори найнадійнішому воротарю Ла-Ліги. Його результат того сезону, 0,51 гола за матч, став другим найкращим в історії трофею, поступившись лише досягненню Франсіско Ліаньйо сезону 1993/94 (0,47 гола за гру).
Наступного сезону 2015/16 продовжував бути основним воротарем у «Барселоні» і вдруге став чемпіоном Іспанії. Наприкінці сезону дедалі більше довіри тренерського штаби команди став отримувати значно молодший німецький воротар Марк-Андре тер Штеґен, який прийшов до «Барселони» одночасно з Браво і використовувався спочатку виключно в іграх на Кубок Іспанії і в єврокубках.

### «Манчестер Сіті»
За наявності двох практично рівноцінних воротарів керівництво «Барселони» у серпні 2016 року прийняло пропозицію від англійського «Манчестер Сіті» щодо трансферу Браво за орієнтовні 17 мільйонів фунтів. У новій команді розглядався як основний воротар, проте у першій половині сезону 2016/17 регулярно припускався результативних помилок, викликаючи багато критики. Врешті-решт у лютому 2017 року основним воротарем «містян» став дублер Браво Віллі Кабальєро, а сам чилієць, який у двох останніх на той час матчах пропустив усі шість ударів у створ його воріт, опинився на лаві для запасних. За результатами того сезону мав найгірший показник відбитих ударів (лише 54,1%) серед усіх воротарів Прем'єр-ліги.
Влітку 2017 року Кабальєро залишив Манчестер, перейшовши до «Челсі»., натомість «Сіті» запросив до своїх лав бразильця Едерсона, який і став основним воротарем клубу, а Браво задовільнявся здебільшого виступами у кубкових змаганнях.
У серпні 2018 року у переможній для його команди грі за Суперкубок Англії 2018 травмував ахіллове сухожилля і залишився поза граю на решту сезону 2018/19. Відновившись від травми, протягом сезону 2019/20 був дублером Едерсона, а по завершенні контракту у серпні 2020 року залишив Манчестер.

### «Реал Бетіс»
Влітку 2020 року повернувся до Іспанії, де на правах вільного агента 30 серпня уклав однорічний контракт з «Реал Бетісом», пізніше угоду 
було подовжено ще на рік.

## Виступи за збірну
2004 року дебютував в офіційних матчах у складі національної збірної Чилі.
У складі збірної був учасником шести розіграшів Кубка Америки: 2004 року у Перу, 2007 року у Венесуелі, 2011 року в Аргентині, 2015 року в Чилі, 2016 року у США та 2021 року в Бразилії. Двічі, у 2015 і 2016 роках, допомагав своїй команді вигравати континентальну першість.
Також був учасником двох чемпіонатів світу — чемпіонату світу 2010 року в ПАР та чемпіонату світу 2014 року в Бразилії. На обох мундіалях чилійці долали груповий етап, проте припиняли боротьбу вже в 1/8 фіналу, поступившись в обох випадках на цьому етапі бразильцям.
Восени 2021 року провів свою 140-ву гру у формі збірної Чилі, поступаючись за кількістю матчів у її складі лише своєму багаторічному партнеру по національній команді Алексісу Санчесу.
| Дата       | Місто                        | Господарі        | Результат               | Гості             | Турнір                          | Голи | Примітки |
| ---------- | ---------------------------- | ---------------- | ----------------------- | ----------------- | ------------------------------- | ---- | -------- |
| 12-7-2004  | Арекіпа                      | Парагвай         | 1 – 1                   | Чилі              | Копа Америка 2004 - 1-й етап    | -1   |          |
| 18-8-2005  | Такна                        | Перу             | 3 – 1                   | Чилі              | товариський матч                | -    | 72'      |
| 8-10-2005  | Барранкілья                  | Колумбія         | 1 – 1                   | Чилі              | Відбір до ЧС 2006               | -1   |          |
| 13-10-2005 | Сантьяго                     | Чилі             | 0 – 0                   | Еквадор           | Відбір до ЧС 2006               | -    |          |
| 26-4-2006  | Ранкагуа                     | Чилі             | 4 – 1                   | Нова Зеландія     | товариський матч                | -1   |          |
| 24-5-2006  | Дублін                       | Ірландія         | 0 – 1                   | Чилі              | товариський матч                | -    |          |
| 2-6-2006   | Стокгольм                    | Швеція           | 1 – 1                   | Чилі              | товариський матч                | -1   |          |
| 17-8-2006  | Сантьяго                     | Чилі             | 1 – 2                   | Колумбія          | товариський матч                | -2   |          |
| 11-10-2006 | Такна                        | Перу             | 0 – 1                   | Чилі              | Copa del Pacífico               | -    |          |
| 8-2-2007   | Маракайбо                    | Венесуела        | 0 – 1                   | Чилі              | товариський матч                | -    |          |
| 24-3-2007  | Гетеборг                     | Бразилія         | 4 – 0                   | Чилі              | товариський матч                | -4   |          |
| 3-6-2007   | Сан-Хосе                     | Коста-Рика       | 2 – 0                   | Чилі              | товариський матч                | -2   |          |
| 28-6-2007  | Пуерто-Ордас                 | Еквадор          | 2 – 3                   | Чилі              | Копа Америка 2007 - 1-й етап    | -2   |          |
| 1-7-2007   | Матурин                      | Бразилія         | 3 – 0                   | Чилі              | Копа Америка 2007 - 1-й етап    | -3   |          |
| 5-7-2007   | Пуерто-ла-Крус               | Мексика          | 0 – 0                   | Чилі              | Копа Америка 2007 - 1-й етап    | -    |          |
| 8-7-2007   | Пуерто-ла-Крус               | Чилі             | 1 – 6                   | Бразилія          | Копа Америка 2007 - чвертьфінал | -6   |          |
| 7-9-2007   | Відень                       | Швейцарія        | 2 – 1                   | Чилі              | товариський матч                | -2   |          |
| 13-10-2007 | Буенос-Айрес                 | Аргентина        | 2 – 0                   | Чилі              | Відбір до ЧС 2010               | -2   | 70'      |
| 18-10-2007 | Сантьяго                     | Чилі             | 2 – 0                   | Перу              | Відбір до ЧС 2010               | -    |          |
| 18-11-2007 | Монтевідео                   | Уругвай          | 2 – 2                   | Чилі              | Відбір до ЧС 2010               | -2   |          |
| 22-11-2007 | Сантьяго                     | Чилі             | 0 – 3                   | Парагвай          | Відбір до ЧС 2010               | -3   |          |
| 4-6-2008   | Ранкагуа                     | Чилі             | 2 – 0                   | Гватемала         | товариський матч                | -    |          |
| 7-6-2008   | Вальпараїсо                  | Чилі             | 0 – 0                   | Панама            | товариський матч                | -    |          |
| 16-6-2008  | Ла-Пас                       | Болівія          | 0 – 2                   | Чилі              | Відбір до ЧС 2010               | -    |          |
| 20-6-2008  | Пуерто-ла-Крус               | Венесуела        | 2 – 3                   | Чилі              | Відбір до ЧС 2010               | -2   |          |
| 20-8-2008  | Ізміт                        | Туреччина        | 1 – 0                   | Чилі              | товариський матч                | -1   |          |
| 8-9-2008   | Сантьяго                     | Чилі             | 0 – 3                   | Бразилія          | Відбір до ЧС 2010               | -3   |          |
| 11-9-2008  | Сантьяго                     | Чилі             | 4 – 0                   | Колумбія          | Відбір до ЧС 2010               | -    |          |
| 12-10-2008 | Кіто                         | Еквадор          | 1 – 0                   | Чилі              | Відбір до ЧС 2010               | -1   |          |
| 16-10-2008 | Сантьяго                     | Чилі             | 1 – 0                   | Аргентина         | Відбір до ЧС 2010               | -    |          |
| 19-11-2008 | Мадрид                       | Іспанія          | 3 – 0                   | Чилі              | товариський матч                | -3   |          |
| 11-2-2009  | Полокване                    | ПАР              | 0 – 2                   | Чилі              | товариський матч                | -    |          |
| 30-3-2009  | Ліма                         | Перу             | 1 – 3                   | Чилі              | Відбір до ЧС 2010               | -1   |          |
| 2-4-2009   | Сантьяго                     | Чилі             | 0 – 0                   | Уругвай           | Відбір до ЧС 2010               | -    |          |
| 7-6-2009   | Асунсьйон                    | Парагвай         | 0 – 2                   | Чилі              | Відбір до ЧС 2010               | -    |          |
| 11-6-2009  | Сантьяго                     | Чилі             | 4 – 0                   | Болівія           | Відбір до ЧС 2010               | -    |          |
| 6-9-2009   | Сантьяго                     | Чилі             | 2 – 2                   | Венесуела         | Відбір до ЧС 2010               | -2   |          |
| 10-9-2009  | Салвадор (Бразилія)          | Бразилія         | 4 – 2                   | Чилі              | Відбір до ЧС 2010               | -4   |          |
| 11-10-2009 | Медельїн                     | Колумбія         | 2 – 4                   | Чилі              | Відбір до ЧС 2010               | -2   |          |
| 15-10-2009 | Сантьяго                     | Чилі             | 1 – 0                   | Еквадор           | Відбір до ЧС 2010               | -    |          |
| 17-11-2009 | Жиліна                       | Словаччина       | 1 – 2                   | Чилі              | товариський матч                | -1   |          |
| 27-5-2010  | Калама                       | Чилі             | 3 – 0                   | Замбія            | товариський матч                | -    |          |
| 31-5-2010  | Консепсьйон                  | Чилі             | 3 – 0                   | Ізраїль           | товариський матч                | -    |          |
| 16-6-2010  | Мбомбела                     | Гондурас         | 0 – 1                   | Чилі              | ЧС 2010 - 1-й етап              | -    | кап.     |
| 21-6-2010  | Гебеха                       | Чилі             | 1 – 0                   | Швейцарія         | ЧС 2010 - 1-й етап              | -    | кап.     |
| 25-6-2010  | Преторія                     | Чилі             | 1 – 2                   | Іспанія           | ЧС 2010 - 1-й етап              | -2   | кап.     |
| 28-6-2010  | Йоганнесбург                 | Бразилія         | 3 – 0                   | Чилі              | ЧС 2010 - 1/8 фіналу            | -3   | кап.     |
| 17-11-2010 | Сантьяго                     | Чилі             | 2 – 0                   | Уругвай           | товариський матч                | -    |          |
| 26-3-2011  | Лейрія                       | Португалія       | 1 – 1                   | Чилі              | товариський матч                | -1   |          |
| 29-3-2011  | Гаага                        | Колумбія         | 0 – 2                   | Чилі              | товариський матч                | -    |          |
| 20-6-2011  | Сантьяго                     | Чилі             | 4 – 0                   | Естонія           | товариський матч                | -    | 69'      |
| 24-6-2011  | Асунсьйон                    | Парагвай         | 0 – 0                   | Чилі              | товариський матч                | -    |          |
| 5-7-2011   | Сан-Хуан                     | Чилі             | 2 – 1                   | Мексика           | Копа Америка 2011 - 1-й етап    | -1   | 75'      |
| 9-7-2011   | Мендоса                      | Уругвай          | 1 – 1                   | Чилі              | Копа Америка 2011 - 1-й етап    | -1   |          |
| 18-7-2011  | Сан-Хуан                     | Чилі             | 1 – 2                   | Венесуела         | Копа Америка 2011 - чвертьфінал | -2   |          |
| 10-8-2011  | Монпельє                     | Франція          | 1 – 1                   | Чилі              | товариський матч                | -1   |          |
| 2-9-2011   | Санкт-Галлен                 | Іспанія          | 3 – 2                   | Чилі              | товариський матч                | -3   |          |
| 4-9-2011   | Курналя-да-Любрагат          | Мексика          | 1 – 0                   | Чилі              | товариський матч                | -    | 46'      |
| 8-10-2011  | Буенос-Айрес                 | Аргентина        | 4 – 1                   | Чилі              | Відбір до ЧС 2014               | -4   |          |
| 12-10-2011 | Сантьяго                     | Чилі             | 4 – 2                   | Перу              | Відбір до ЧС 2014               | -2   |          |
| 11-11-2011 | Монтевідео                   | Уругвай          | 4 – 0                   | Чилі              | Відбір до ЧС 2014               | -4   |          |
| 16-11-2011 | Сантьяго                     | Чилі             | 2 – 0                   | Парагвай          | Відбір до ЧС 2014               | -    |          |
| 1-3-2012   | Честер (місто)               | Чилі             | 1 – 1                   | Гана              | товариський матч                | -1   | кап.     |
| 2-6-2012   | Ла-Пас                       | Болівія          | 0 – 2                   | Чилі              | Відбір до ЧС 2014               | -    |          |
| 10-6-2012  | Пуерто-ла-Крус               | Венесуела        | 0 – 2                   | Чилі              | Відбір до ЧС 2014               | -    |          |
| 11-9-2012  | Сантьяго                     | Чилі             | 1 – 3                   | Колумбія          | Відбір до ЧС 2014               | -3   |          |
| 6-2-2013   | Мадрид                       | Чилі             | 2 – 1                   | Єгипет            | товариський матч                | -1   |          |
| 23-3-2013  | Ліма                         | Перу             | 1 – 0                   | Чилі              | Відбір до ЧС 2014               | -1   |          |
| 27-3-2013  | Сантьяго                     | Чилі             | 2 – 0                   | Уругвай           | Відбір до ЧС 2014               | -    |          |
| 8-6-2013   | Асунсьйон                    | Парагвай         | 1 – 2                   | Чилі              | Відбір до ЧС 2014               | -1   |          |
| 12-6-2013  | Сантьяго                     | Чилі             | 3 – 1                   | Болівія           | Відбір до ЧС 2014               | -1   | кап.     |
| 14-8-2013  | Бреннбю                      | Чилі             | 6 – 0                   | Ірак              | товариський матч                | -    |          |
| 6-9-2013   | Сантьяго                     | Чилі             | 3 – 0                   | Венесуела         | Відбір до ЧС 2014               | -    |          |
| 10-9-2013  | Женева                       | Іспанія          | 2 – 2                   | Чилі              | товариський матч                | -2   |          |
| 11-10-2013 | Барранкілья                  | Колумбія         | 3 – 3                   | Чилі              | Відбір до ЧС 2014               | -3   | кап. 83' |
| 16-10-2013 | Сантьяго                     | Чилі             | 2 – 1                   | Еквадор           | Відбір до ЧС 2014               | -1   | кап.     |
| 15-11-2013 | Лондон                       | Англія           | 0 – 2                   | Чилі              | товариський матч                | -    | кап.     |
| 20-11-2013 | Торонто                      | Бразилія         | 2 – 1                   | Чилі              | товариський матч                | -2   | кап.     |
| 31-5-2014  | Сантьяго                     | Чилі             | 3 – 2                   | Єгипет            | товариський матч                | -2   |          |
| 5-6-2014   | Вальпараїсо                  | Чилі             | 2 – 0                   | Північна Ірландія | товариський матч                | -    |          |
| 14-6-2014  | Куяба                        | Чилі             | 3 – 1                   | Австралія         | ЧС 2014 - 1-й етап              | -1   | кап.     |
| 18-6-2014  | Ріо-де-Жанейро               | Іспанія          | 0 – 2                   | Чилі              | ЧС 2014 - 1-й етап              | -    | кап.     |
| 23-6-2014  | Сан-Паулу                    | Нідерланди       | 2 – 0                   | Чилі              | ЧС 2014 - 1-й етап              | -2   | кап.     |
| 28-6-2014  | Белу-Оризонті                | Бразилія         | 1 – 1 д.ч. (3 - 2 п.п.) | Чилі              | ЧС 2014 - 1/8 фіналу            | -1   |          |
| 7-9-2014   | Санта-Клара                  | Чилі             | 0 – 0                   | Мексика           | товариський матч                | -    |          |
| 10-10-2014 | Вальпараїсо                  | Чилі             | 3 – 0                   | Перу              | товариський матч                | -    |          |
| 15-11-2014 | Талькауано                   | Чилі             | 5 – 0                   | Венесуела         | товариський матч                | -    | кап.     |
| 19-11-2014 | Сантьяго                     | Чилі             | 1 – 2                   | Уругвай           | товариський матч                | -2   | кап.     |
| 26-3-2015  | Санкт-Пельтен                | Іран             | 2 – 0                   | Чилі              | товариський матч                | -2   |          |
| 29-3-2015  | Лондон                       | Бразилія         | 1 – 0                   | Чилі              | товариський матч                | -1   |          |
| 11-6-2015  | Сантьяго                     | Чилі             | 2 – 0                   | Еквадор           | Копа Америка 2015 - 1-й етап    | -    | кап.     |
| 15-6-2015  | Сантьяго                     | Чилі             | 3 – 3                   | Мексика           | Копа Америка 2015 - 1-й етап    | -3   | кап.     |
| 19-6-2015  | Сантьяго                     | Чилі             | 5 – 0                   | Болівія           | Копа Америка 2015 - 1-й етап    | -    | кап.     |
| 24-6-2015  | Сантьяго                     | Чилі             | 1 – 0                   | Уругвай           | Копа Америка 2015 - чвертьфінал | -    | кап.     |
| 29-6-2015  | Сантьяго                     | Чилі             | 2 – 1                   | Перу              | Копа Америка 2015 - півфінал    | -1   | кап.     |
| 4-7-2015   | Сантьяго                     | Чилі             | 0 – 0                   | Аргентина         | Копа Америка 2015 - Фінал       | -    | кап.     |
| 9-10-2015  | Сантьяго                     | Чилі             | 2 – 0                   | Бразилія          | Відбір до ЧС 2018               | -    | кап.     |
| 14-10-2015 | Ліма                         | Перу             | 3 – 4                   | Чилі              | Відбір до ЧС 2018               | -3   |          |
| 13-11-2015 | Сантьяго                     | Чилі             | 1 – 1                   | Колумбія          | Відбір до ЧС 2018               | -1   | 65'      |
| 18-11-2015 | Монтевідео                   | Уругвай          | 3 – 0                   | Чилі              | Відбір до ЧС 2018               | -3   | кап.     |
| 25-3-2016  | Сантьяго                     | Чилі             | 1 – 2                   | Аргентина         | Відбір до ЧС 2018               | -2   | кап. 90' |
| 6-6-2016   | Санта-Клара                  | Аргентина        | 2 – 1                   | Чилі              | Копа Америка 2016 - 1-й етап    | -2   | кап.     |
| 10-6-2016  | Фоксборо (Массачусетс)       | Чилі             | 2 – 1                   | Болівія           | Копа Америка 2016 - 1-й етап    | -1   | кап.     |
| 15-6-2016  | Філадельфія                  | Чилі             | 4 – 2                   | Панама            | Копа Америка 2016 - 1-й етап    | -2   | кап.     |
| 19-6-2016  | Санта-Клара                  | Мексика          | 0 – 7                   | Чилі              | Копа Америка 2016 - чвертьфінал | -    | кап.     |
| 23-6-2016  | Чикаго                       | Колумбія         | 0 – 2                   | Чилі              | Копа Америка 2016 - півфінал    | -    | кап. 39' |
| 27-6-2016  | Іст-Ратерфорд                | Аргентина        | 0 – 0                   | Чилі              | Копа Америка 2016 - Фінал       | -    | кап.     |
| 6-10-2016  | Кіто                         | Еквадор          | 3 – 0                   | Чилі              | Відбір до ЧС 2018               | -3   | кап. 16' |
| 12-10-2016 | Сантьяго                     | Чилі             | 2 – 1                   | Перу              | Відбір до ЧС 2018               | -1   | кап.     |
| 10-11-2016 | Барранкілья                  | Колумбія         | 0 – 0                   | Чилі              | Відбір до ЧС 2018               | -    | кап. 64' |
| 16-10-2016 | Сантьяго                     | Чилі             | 3 – 1                   | Уругвай           | Відбір до ЧС 2018               | -1   | кап.     |
| 24-3-2017  | Буенос-Айрес                 | Аргентина        | 1 – 0                   | Чилі              | Відбір до ЧС 2018               | -1   | кап.     |
| 29-3-2017  | Макуль                       | Чилі             | 3 – 1                   | Перу              | Відбір до ЧС 2018               | -1   | кап.     |
| 25-6-2017  | Москва                       | Чилі             | 1 – 1                   | Австралія         | Кубок Конфедерацій              | -1   | кап.     |
| 28-6-2017  | Казань                       | Португалія       | 0 – 0 д.ч. (0 – 3 п.п.) | Чилі              | Кубок Конфедерацій              | -    | кап.     |
| 2-7-2017   | Санкт-Петербург              | Чилі             | 0 – 1                   | Німеччина         | Кубок Конфедерацій              | -1   | кап. 90' |
| 5-9-2017   | Ла-Пас                       | Болівія          | 1 – 0                   | Чилі              | Відбір до ЧС 2018               | -1   | кап.     |
| 6-10-2017  | Макуль                       | Чилі             | 2 – 1                   | Еквадор           | Відбір до ЧС 2018               | -1   | кап.     |
| 11-10-2017 | Сан-Паулу                    | Бразилія         | 3 – 0                   | Чилі              | Відбір до ЧС 2018               | -3   | кап.     |
| 5-9-2019   | Лос-Анджелес                 | Чилі             | 0 – 0                   | Аргентина         | товариський матч                | -    |          |
| 10-9-2019  | Сан-Педро-Сула               | Гондурас         | 2 – 1                   | Чилі              | товариський матч                | -2   |          |
| 12-10-2019 | Аліканте                     | Колумбія         | 0 – 0                   | Чилі              | товариський матч                | -    | кап.     |
| 15-10-2019 | Аліканте                     | Чилі             | 3 – 2                   | Гвінея            | товариський матч                | -2   |          |
| 13-11-2020 | Сантьяго                     | Чилі             | 2 – 0                   | Перу              | Відбір до ЧС 2022               | -    |          |
| 17-11-2020 | Каракас                      | Венесуела        | 2 – 1                   | Чилі              | Відбір до ЧС 2022               | -2   |          |
| 27-3-2021  | Ранкагуа                     | Чилі             | 2 – 1                   | Болівія           | товариський матч                | -1   | кап.     |
| 3-6-2021   | Сантьяго-дель-Естеро (місто) | Аргентина        | 1 – 1                   | Чилі              | Відбір до ЧС 2022               | -1   |          |
| 8-6-2021   | Сантьяго                     | Чилі             | 1 – 1                   | Болівія           | Відбір до ЧС 2022               | -1   |          |
| 14-6-2021  | Ріо-де-Жанейро               | Аргентина        | 1 – 1                   | Чилі              | Копа Америка 2021 - 1-й етап    | -1   | кап.     |
| 18-6-2021  | Куяба                        | Чилі             | 1 – 0                   | Болівія           | Копа Америка 2021 - 1-й етап    | -    | кап.     |
| 21-6-2021  | Куяба                        | Уругвай          | 1 – 1                   | Чилі              | Копа Америка 2021 - 1-й етап    | -1   | кап.     |
| 24-6-2021  | Бразиліа                     | Чилі             | 0 – 2                   | Парагвай          | Копа Америка 2021 - 1-й етап    | -2   | кап. 58' |
| 2-7-2021   | Ріо-де-Жанейро               | Бразилія         | 1 – 0                   | Чилі              | Копа Америка 2021 - чвертьфінал | -1   | кап.     |
| 2-9-2021   | Сантьяго                     | Чилі             | 0 – 1                   | Бразилія          | Відбір до ЧС 2022               | -1   | кап.     |
| 5-9-2021   | Кіто                         | Еквадор          | 0 – 0                   | Чилі              | Відбір до ЧС 2022               | -    | кап.     |
| 9-9-2021   | Кіто                         | Колумбія         | 3 – 1                   | Чилі              | Відбір до ЧС 2022               | -1   | кап.     |
| 7-10-2021  | Ліма                         | Перу             | 2 – 0                   | Чилі              | Відбір до ЧС 2022               | -2   | кап.     |
| 10-10-2021 | Сантьяго                     | Чилі             | 2 – 0                   | Парагвай          | Відбір до ЧС 2022               | -    | кап.     |
| 14-10-2021 | Сантьяго                     | Чилі             | 3 – 0                   | Венесуела         | Відбір до ЧС 2022               | -    | кап.     |
| 11-11-2021 | Асунсьйон                    | Парагвай         | 0 – 1                   | Чилі              | Відбір до ЧС 2022               | -    | кап.     |
| 16-11-2021 | Сантьяго                     | Чилі             | 0 – 2                   | Еквадор           | Відбір до ЧС 2022               | -2   | кап.     |
| Усього     |                              | Матчів (2 місце) | 141                     |                   | Голів                           | -155 |          |

## Титули і досягнення

### Командні
- Чемпіон Чилі (1):

«Коло-Коло»: 2006
- Чемпіон Іспанії (2):

«Барселона»: 2014-15, 2015-16
- Володар Кубка Іспанії (2):

«Барселона»: 2014-15, 2015-16
- Володар Суперкубка Іспанії (1):

«Барселона»: 2016
- Переможець  Ліги чемпіонів (1):

«Барселона»: 2014-15
- Володар Суперкубка УЄФА (1):

«Барселона»: 2015
- Переможець клубного чемпіонату світу (1):

«Барселона»: 2015
- Чемпіон Англії (2):

«Манчестер Сіті»: 2017-18, 2018-19
- Володар Кубка Ліги (3):

«Манчестер Сіті»: 2017-18, 2018-19, 2019-20
- Володар Кубка Англії (1):

«Манчестер Сіті»: 2018-19
- Володар Суперкубка Англії (2):

«Манчестер Сіті»: 2018, 2019
- Володар Кубка Іспанії (1):

«Реал Бетіс»: 2022
- Переможець Кубка Америки: 2015, 2016

### Особисті
- Трофей Самори (2):

2008/09 (0,88 гола за гру Сегунди)
2014/15 (0,51 гола за гру Прімери)